# Elektra (film, 2005)
Az Elektra 2005-ben bemutatott akciófilm, mely a 2003-as Daredevil – A fenegyerek című mozifilm spin-offja. Rendezője Rob Bowman, főszereplője Jennifer Garner (Elektra Natchios).

## Cselekmény
A 2003-as Daredevil – A fenegyerek filmben szerzett sebeiből felépülve az ördögi amazon bérgyilkos lett. Amikor azonban a titokzatos Kéz nevű szindikátus azzal bízza meg, hogy ölje meg Mark Millert (Goran Višnjić) és lányát (Kristen Prout), életében először megtagadja kötelességét. Ezzel óriási veszélybe sodorja saját magát…

## Szereplők
| Színész               | Szerep                          | Magyar hang        |
| --------------------- | ------------------------------- | ------------------ |
| Jennifer Garner       | Elektra Natchios                | Kisfalvi Krisztina |
| Laura Ward (fiatalon) | Elektra Natchios                |                    |
| Terence Stamp         | Bot                             | Szersén Gyula      |
| Kirsten Prout         | Abby Miller                     | Bogdányi Titanilla |
| Goran Višnjić         | Mark Miller, Abby apja          | László Zsolt       |
| Cary-Hiroyuki Tagawa  | Roshi                           | Kajtár Róbert      |
| Will Yun Lee          | Kirigi                          | Dolmány Attila     |
| Chris Ackerman        | Tetkó                           | Bordás János       |
| Edison T. Ribeiro     | Kinkou                          |                    |
| Natassia Malthe       | Méreg                           |                    |
| Bob Sapp              | Szikla                          |                    |
| Colin Cunningham      | McCabe                          | Oberfrank Pál      |
| Hiro Kanagawa         | Meizumi                         |                    |
| Jana Mitsoula         | Elektra anyja                   |                    |
| Kurt Max Runte        | Nicholas Natchios, Elektra apja |                    |
| Jason Isaacs          | DeMarco                         | Bolla Róbert       |

## Fogadtatás
Az Elektra 2005. január 14-én indult az Egyesült Államok 3204 mozijában. Nyitó hétvégéjén ötödik helyen zárt közel 13 millió dolláros bevétellel. A második héten már 69%-kal kevesebb, mindössze 4 millió dollárt hozott. Az elért teljes bevétele 56,6 millió dollár, melyből az amerikai rész 24,4 millió.
A kritikusok jellemzően negatívan értékelték a filmet. A Rotten Tomatoes weboldalon mindössze 10%-os értékelést kapott, a Metacritic oldalán pedig 100-ből 34 pontot, ami elég lesújtó eredmény.
2005-ben két filmes díjra jelölték a produkciót, ám sem az Mtv Movie Award, sem a Teen Choice Award díjat nem sikerült megszereznie.